# Etruskisches Heiligenkraut
Das Etruskische Heiligenkraut (Santolina etrusca) ist eine Pflanzenart aus der Gattung Heiligenkraut (Santolina) in der Familie der Korbblütler (Asteraceae). Es ist endemisch in der südlichen Toskana verbreitet und wird selten als Zierpflanze verwendet.

## Beschreibung

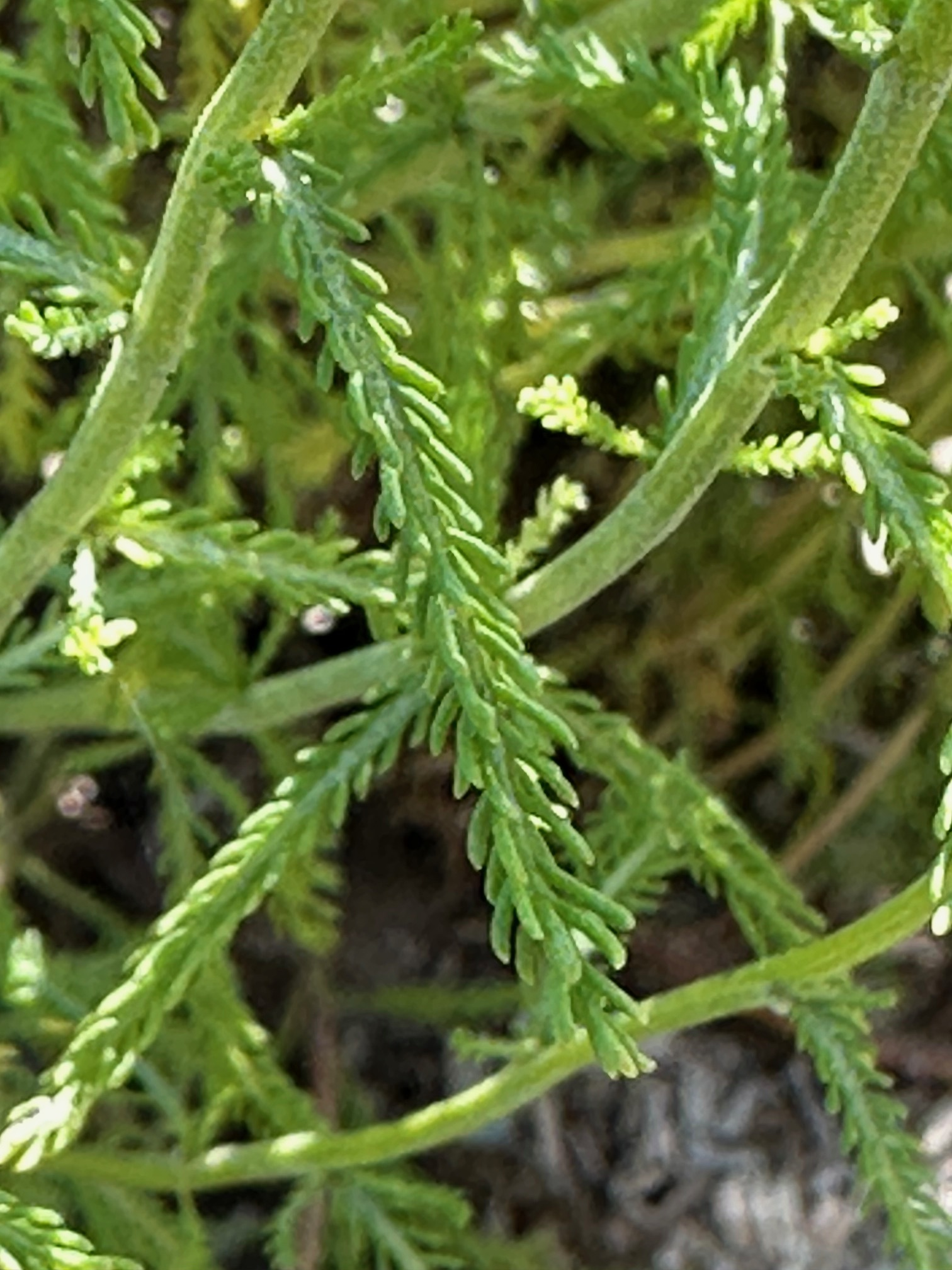
Gefiederte Laubblätter

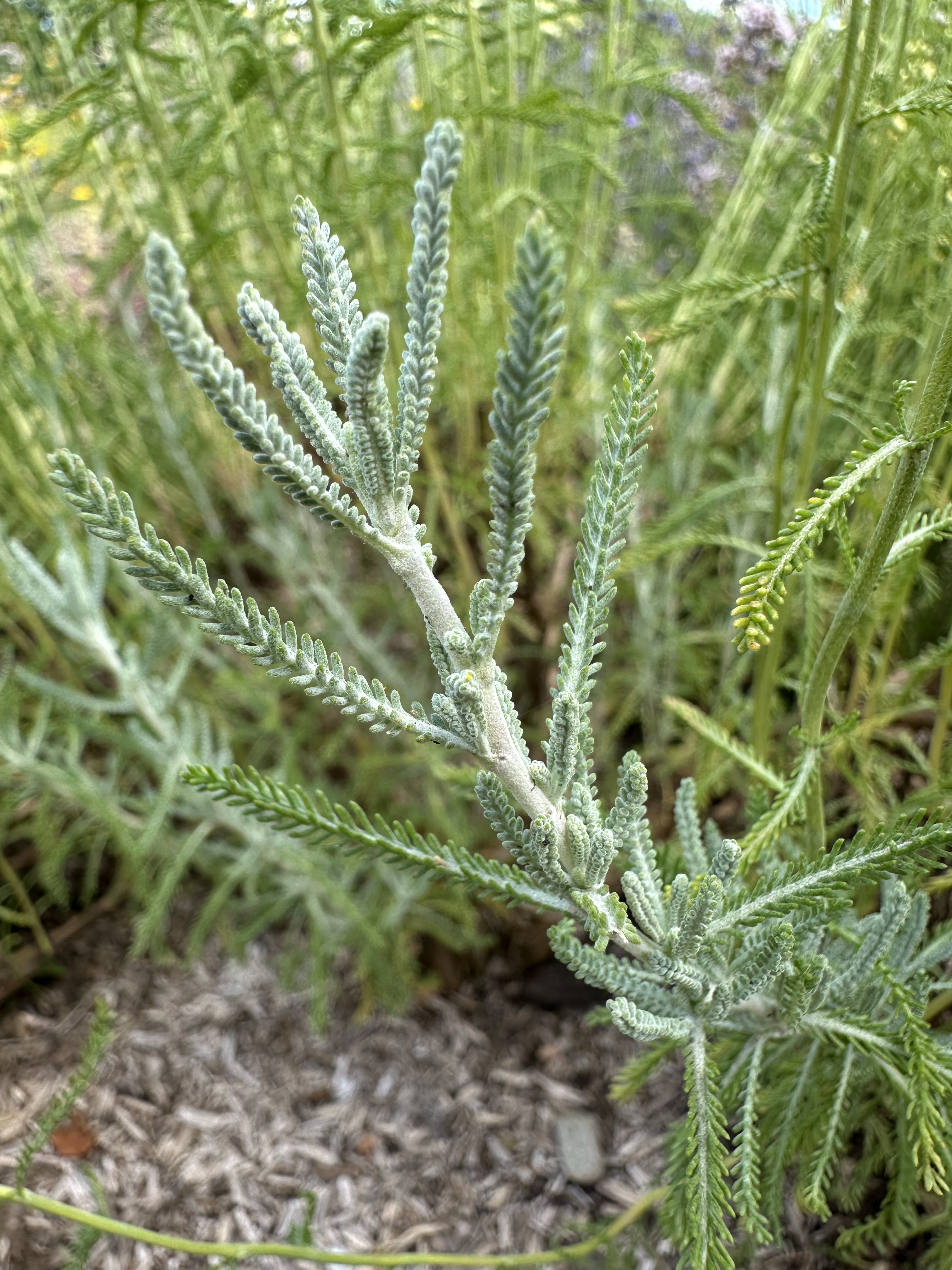
Nichtblühender Spross

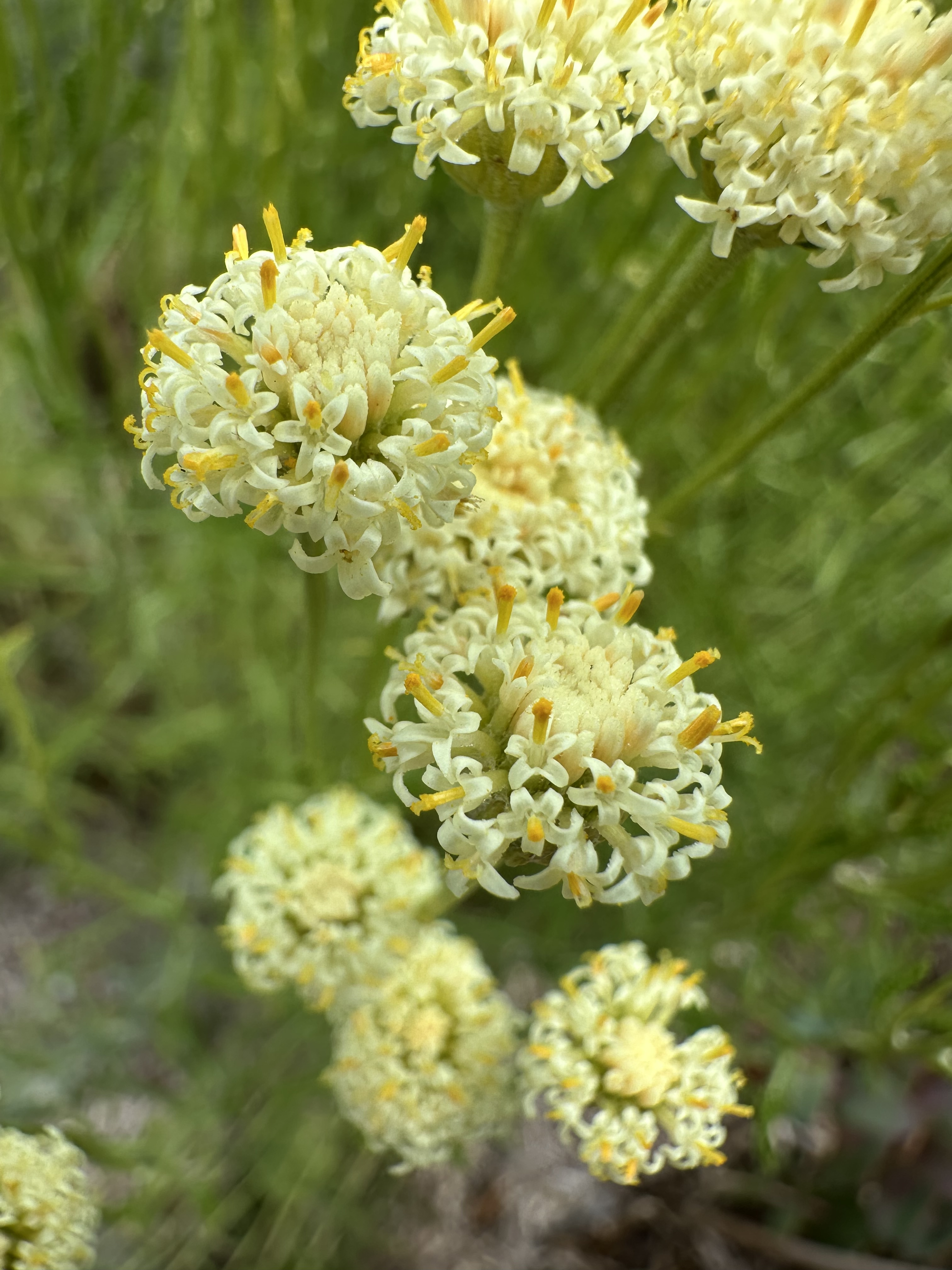
Blütenköpfchen

### Vegetative Merkmale
Das Etruskische Heiligenkraut ist ein immergrüner Halbstrauch, der Wuchshöhen bis 80 Zentimeter und Wuchsbreiten bis 100 Zentimeter erreicht. Die blühenden, gelboliven Sprosse sind im oberen Teil (oft in mehr als Dreiviertel der Stängelhöhe) verzweigt und mehr oder weniger kahl. Die Stängel und Laubblätter der nichtblühenden Sprosse sind graufilzig. Die zwei bis drei (selten bis sechs) Zentimeter langen, gestielten Laubblätter sind linealisch und fiederteilig mit ein bis zweieinhalb Millimeter langen Fiederabschnitten.

### Generative Merkmale
Die Blütezeit reicht von Juni bis August. Die Blütenköpfchen sind 7 bis 10 Millimeter im Durchmesser und besitzen nur Röhrenblüten von blassgelber Farbe. Die Hüllblätter sind pelzig behaart und hautrandig.

### Chromosomensatz
Die Chromosomengrundzahl beträgt x = 9; es tritt Diploidie mit einer Chromosomenzahl von 2n = 18 auf.

## Unterscheidung ähnlicher Arten
Die vier in Italien endemischen Heiligenkräuter, Etruskisches Heiligenkraut (Santolina etrusca), Ligurisches Heiligenkraut (S. ligustica), Neapolitanisches Heiligenkraut (S. neapolitana) und Gefiedertes Heiligenkraut (S. pinnata), weisen ähnliche Merkmale auf. Weder die Hüllblätter noch die Blütenform taugen zur Unterscheidung, da diese auch innerhalb jeder Art stark variieren können. Die vier Arten unterscheiden sich in der Blütenfarbe. Das Etruskische Heiligenkraut hat blassgelbe Blüten, während das Neapolitanische Heiligenkraut wie die meisten anderen Heiligkrautarten gelbe Blüten hat. Das Ligurische und das Gefiederte Heiligenkraut sind die beiden einzigen weißblühenden Arten der Gattung.
Zudem unterscheiden sich die vier Arten in der Größe sowie der Behaarung ihrer Sprosse und Laubblätter. So hat das Etruskische Heiligenkraut graufilzige, nichtblühende Sprosse, während die Stängel und Laubblätter der nichtblühenden Sprosse beim Gefiederten Heiligenkraut grün und mehr oder weniger kahl sind. Beim Neapolitanischen und beim Ligurischen Heiligenkraut sind sowohl die blühenden als auch die nichtblühenden Sprosse graufilzig.

## Vorkommen
Das Etruskische Heiligenkraut ist in den mittelitalienischen Regionen der südlichen Toskana, in einem kleinen Teil Umbriens sowie im nördlichen Latium verbreitet. Es wächst dort an Flussufern, auf trockenen, lehmigen Hügeln, in felsigen Garrigues, an Straßenrändern und in lichten Wäldern in Höhenlagen von 100 bis 800 Metern. Die Ausbreitung des Etruskischen Heiligenkrauts ist an Flussläufe gebunden. Über diese verbreiten sich die Achänen ohne Pappus mit dem fließenden Wasser (Hydrochorie). Die Art ist wahrscheinlich deshalb endemisch, weil es sich evolutionär um eine relativ junge Pflanzenart handelt und ihr Ausbreitungsmechanismus geografische Barrieren, wie den Apennin, nicht überwinden konnte.

## Systematik
Die Erstveröffentlichung als Santolina chamaecyparissus L. var. etrusca erfolgte 1925 durch Charles Carmichael Lacaita in Nuovo Giornale Botanico Italiano, Band 32, S. 215–216. Der Pflanzentypus wurde 1973 von Marchi und D'Amato nach phylogenetischen und morphologischen Untersuchungen als Santolina etrusca in den Rang einer Art erhoben. Das Artepithetum etrusca bedeutet „aus Etrurien“, einer antiken Landschaft im Norden der Apenninhalbinsel.
Santolina etrusca gehört zur Sammelart Santolina chamaecyparissus agg. und ist eng mit den drei weiteren in Italien endemischen Heiligenkräutern Santolina ligustica, Santolina neapolitana und Santolina pinnata verwandt. Synonyme für Santolina etrusca sind Santolina chamaecyparissus var. etrusca Lacaita und Santolina pinnata subsp. etrusca (Lacaita) Guinea ex C.Jeffrey.

## Verwendung
Das Etruskische Heiligenkraut wird selten als Zierpflanze für vollsonnige, trockenwarme Steingärten, Kiesgärten, Trockenmauern und Beeteinfassungen genutzt. Es gilt als winterhart bis −23 °C (Zone 6), braucht dazu aber einen nährstoffarmen, basenreichen, sehr durchlässigen Boden, der im Sommer trocken und im Winter mäßig trocken ist. Das Etruskische Heiligenkraut ist blühfreudiger und neigt weniger zum Auseinanderfallen als andere in Gärten kultivierte Heiligenkräuter. Seine blassgelben Blüten lassen sich farblich leicht mit anderen mediterranen Halbsträuchern kombinieren, beispielsweise mit der Italienischen Strohblume und dem Echten Thymian.
Darüber hinaus wird das Etruskische Heiligenkraut traditionell als Duftpflanze und Antiparasitikum verwendet. Das in den grünen Pflanzenteilen enthaltene ätherische Öl wirkt antibakteriell und besteht hauptsächlich aus 1,8-Cineol, β-Pinen, Myrcen, Sabinen und trans-Pinocarveol.